# Jan Hoag
Janet Hoag (Portland, Oregón, 19 de septiembre de 1948) es una actriz estadounidense de cine y televisión. 
Desde principios de los 90, Hoag ha aparecido en series televisivas como Se ha escrito un crimen, Step by Step, Matrimonio con hijos, Melrose Place, Murphy Brown, Providence, Judging Amy, The Norm Show, Buffy cazavampiros, 8 Simple Rules, Mujeres Desesperadas, Las chicas Gilmore, Boston Legal, Mad Men y otras, aunque siempre interpretando papeles secundarios. Recientemente ha sido estrella invitada en Glee en el episodio "I Kissed a Girl", pero otra vez tuvo un papel menor. 
También ha aparecido en largometrajes como The Dentist, Progeny, Raising Flagg y Alma salvaje.
Hoag tuvo un papel recurrente como Agatha Bean en la primera temporada de Scream Queens.

## Filmografía

### Cine y Televisión
| Año       | Título                               | Personaje                            | Notas        |
| --------- | ------------------------------------ | ------------------------------------ | ------------ |
| 1990      | Murder, She Wrote                    | Bibliófila (1 episodio)              | Serie        |
| 1991      | Columbo                              | Mujer (1 episodio)                   | Serie        |
| 1991      | My Heroes Always Been Cowboys        | Enfermera                            | Película     |
| 1991      | Anything But Love                    | ¿? (1 episodio)                      | Serie        |
| 1991      | Who´s the Boss?                      | Jan (1 episodio)                     | Serie        |
| 1991      | Silk Stalkings                       | Kim (1 episodio)                     | Serie        |
| 1992      | The Price She Paid                   | Mrs. Jacobs                          | Película     |
| 1992      | A Message from Holly                 | Camarera                             | Película     |
| 1993      | Step by Step                         | Fan #2 (1 episodio)                  | Serie        |
| 1993      | CBS Schoolbreak Special              | ¿? (1 episodio)                      | Serie        |
| 1994      | Armed and Innocent                   | Sandy                                | Película     |
| 1994      | Dave´s World                         | ¿? (1 episodios)                     | Serie        |
| 1994      | Married with Children                | Checker #1 (1 episodio)              | Serie        |
| 1994      | Rosseane and Tom: Behind the Scenes  | Geraldine                            | Película     |
| 1994      | Under Suspicion                      | ¿? (1 episodio)                      | Serie        |
| 1995      | The Courtyard                        | Forense                              | Película     |
| 1995      | Melrose Place                        | Enfermera Kelly (3 episodios)        | Serie        |
| 1996      | The Dentist                          | Candy                                | Película     |
| 1997      | Murphy Brown                         | Ayudante (1 episodio)                | Serie        |
| 1997      | The Visitor                          | Enfermera (1 episodio)               | Serie        |
| 1997      | 976-WHIS                             | Marge                                | Cortometraje |
| 1998      | Progeny                              | Enfermera Ida                        | Película     |
| 1998      | The Christmas Wish                   | Mrs. Baker                           | Película     |
| 1999      | Good vs Evil                         | Cheryl (1 episodio)                  | Serie        |
| 1999      | Silk Hope                            | Criadora de cerdos                   | Película     |
| 2000      | The Extreme Adventures of Super Dave | Woman Fan                            | Película     |
| 2000      | Apartment Agent                      | Bibliófila (1 episodio)              | Serie        |
| 2000      | S Club 7 in L.A                      | Mrs. Buddy (1 episodio)              | Serie        |
| 2000      | The Kid                              | Turista en el puesto de periódicos   | Película     |
| 2000      | Ed Gein                              | Irene Hill                           | Película     |
| 2000      | The Last Dance                       | Zeena                                | Película     |
| 2000      | Judging Amy                          | Alison Schaeffer (1 episodio)        | Serie        |
| 1999-2001 | Margaret Barrow/Margaret             | Book Lover (2 episodios)             | Serie        |
| 2001      | Any Day Now                          | Daisy (1 episodio)                   | Serie        |
| 2001      | The Parlor                           | Bambi                                | Short        |
| 2001      | The Ellen Show                       | Francine (1 episodio)                | Serie        |
| 2002      | Role of a Lifetime                   | Recepcionista de Chick               | Película     |
| 2002      | Buffy the Vampire Slayer             | La prima Carol (1 episodio)          | Serie        |
| 2004      | 8 Simple Rules                       | Secretaria (2 episodios)             | Serie        |
| 2004      | Desperate Housewives                 | Beffy Middle-Aged Woman (1 episodio) | Serie        |
| 2004      | Christmas with the Kranks            | Directora del coro                   | Película     |
| 2004      | Dating Games People Play             | Saphron Jenkins                      | Película     |
| 2005      | Eyes                                 | Tracy Williams (1 episodio)          | Serie        |
| 2005      | Medium                               | Mujer de mediana edad (1 episodio)   | Serie        |
| 2006      | Malcom in the Middle                 | Recepcionista (1 episodio)           | Serie        |
| 2006      | Gilmore Girls                        | Enfermera (1 episodio)               | Serie        |
| 2006      | Without a Trace                      | Ms. Ford (1 episodio)                | Serie        |
| 2006      | Boston Legal                         | Jane Baker (1 episodio)              | Serie        |
| 2006      | Reising Flagg                        | Jueza Walters                        | Película     |
| 2007      | Evan Almighty                        | Vecina                               | Película     |
| 2007      | The News                             | Stage Manager                        | Película     |
| 2008      | Nip/Tuck                             | Margot (1 episodio)                  | Serie        |
| 2008      | Mad Men                              | Edith Schiling (1 episodio)          | Serie        |
| 2009      | Saving Grace                         | Molly (1 episodio)                   | Serie        |
| 2009      | Brothers                             | Mrs. Murphy (1 episodio)             | Serie        |
| 2009      | Criminal Minds                       | Betts (1 episodio)                   | Serie        |
| 2010      | Faster                               | Recepcionista                        | Película     |
| 2011      | The Middle                           | Enfermera Fahler (1 episodio)        | Serie        |
| 2011      | Glee                                 | Roberta (1 episodio)                 | Serie        |
| 2012      | The Big Bang Theory                  | Lilian (1 episodio)                  | Serie        |
| 2014      | Shameless                            | Hermana Ann Halloran (1 episodio)    | Serie        |
| 2014      | Small Time                           | Mujer que compra un camión           | Película     |
| 2014      | Wild                                 | Anette                               | Película     |
| 2015-2016 | Scream Queens                        | Ms. Agatha Bean (6 episodios)        | Serie        |
| 2016      | The Young Pope                       | Rose (2 episodios)                   | Serie        |
| 2018      | Destroyer                            | Toby's Mon                           | Película     |
| 2019      | The Laundromat                       | Mujer en el funeral                  | Película     |
| 2019      | 3 from hell                          | Betty Lou                            | Película     |
| 2019      | Paskets                              | Enfermera (1 Episodio                | Serie        |
| 2020      | Coop y Cami                          | Bidder (1 Episodio                   | Serie        |
| 2021-2022 | El mister                            | Carol (2 episodios)                  | Serie        |
| 2022      | Los fabelman                         | Nona                                 | Película     |
| 2023      | Como conoci a tu padre               | Phyllis (1 episodio)                 | Serie        |
| 2023      | Grey's anatomy                       | Natalie (1 episodio)                 | Serie        |
| 2023      | El joven Sheldon                     | Gwen (1 episodio)                    | Serie        |